# Epafras Mukwiilongo
Jan Epafras Mulinasho Mukwiilongo (* 20. Jahrhundert in Südwestafrika) ist ein namibischer Politiker und Parteivorsitzender der Namibia Economic Freedom Fighters (NEFF).
Mukwiilongo war in der Vergangenheit Mitglied der SWAPO und des Congress of Democrats (COD). Er ist der Neffe von Nangolo Mukwiilongo, dem 2017 verstorbenen ehemaligen Regionalgouverneur von Omusati.

## Politische Ausrichtung
Mukwiilongo gilt als radikaler Sozialist. In der Nationalversammlung fällt er immer wieder durch seine unangebrachten Äußerungen auf. So fragte er im Juni 2023 im Rahmen einer Diskussion zur Homosexualität in Namibia die Justizministerin Yvonne Dausab nach ihrem Geschlecht.

## Präsidentschaftskandidat
Bei der Präsidentschaftswahl 2014 erreichte er mit 2514 Stimmen 0,28 Prozent. Seine Kandidatur für das Amt bei der Präsidentschaftswahl 2019 zog Mukwiilongo, knapp drei Wochen der Wahl, zu Gunsten des unabhängigen Kandidaten Panduleni Itula zurück. Da dieses vom Wahlgesetz nicht vorgesehen ist, erschien sein Name dennoch zur Abstimmung und er erhielt 0,1 Prozent der Stimmen. Auch an der Präsidentschaftswahl 2024 nahm Mukwiilongo als Kandidat teil und konnte 0,36 Prozent der Stimmen auf sich vereinen.